# Neet

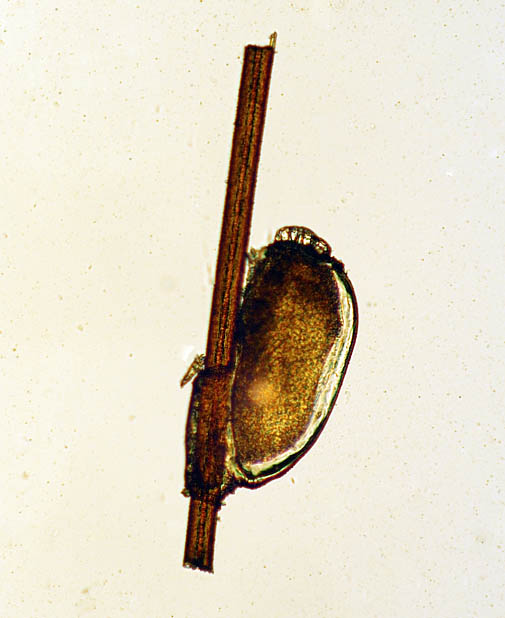
Ei of neet van een mensenluis, goed zichtbaar is de lijmstof en het klepje bovenaan

Een neet is het ei van een (op de mens) parasiterende luis, zoals van de hoofdluis of de schaamluis. Neten zijn zeer klein en met het blote oog nauwelijks te zien. Bij het bestrijden van luizen zijn de neten vaak het lastigst te verwijderen. De eitjes van luizen worden met een kitstof vastgeplakt aan de haarschacht dicht bij de hoofdhuid. Deze kitstof is niet in water oplosbaar en is ook met zeep of shampoo niet te verwijderen.
Een neet bestaat uit een tonvormig ei met bovenaan een klepje of operculum, waaruit de nimf kruipt als de embryonale ontwikkeling is voltooid.